# Keak da Sneak
Keak da Sneak (справжнє ім'я Чарльз Тобі Бауенс) (нар. 9 травня 1977) — американський репер, учасник нині розпущеного гурту 3X Krazy, відомий своїм грубим, хрипким голосом. У 16 років мав псевдонім Z-Kush, який він змінив через рік на «Keak da Sneak». У 1994 створив слово «hyphy», яким згодом назвали окремий жанр хіп-хопу, гайфі.

## Кар'єра
Keak da Sneak народився в Алабамі, звідки походить більшість членів його родини. Виконавець навчався у початкові школі Оллендейла та в оклендській неповній середній школі імені Брета Гарта. Вже у цих закладах він почав виступати. Завдяки театру Чарльз познайомився з Agerman. Разом вони сформували Dual Committee. П'ятнадцятирічного виконавця у складі цього дуету можна почути в піснях «Murder Man» та «Stompin in My Steel Toes» з міні-альбому C-Bo 1994 р. The Autopsy. Невдовзі виконавець підписав контракт із сакраментським лейблом Moe Doe Records. Унаслідок цього треки репера потрапили в ротацію, зокрема сан-франциської хіп-хоп радіостанції KMEL. Відеокліпи можна було побачити на телеканалах MTV, MTV2 та BET. Чарльз взяв участь у зйомках шоу «Мой солодкі 16» (англ. «My Super Sweet 16»), яке виходило на MTV.

## 3X Krazy
Наприкінці передостаннього року навчання у середній школі до Dual Committee приєднався репер B.A., було створено гурт 3X Krazy. Дебютний міні-альбом вийшов 5 серпня 1995. У 1996 р. група стала підписантом Virgin Records, на якому було видано студійні альбоми колективу. У 2000 р. гурт розпався. У 2003 Keak da Sneak випустив Flowamatic-9, компіляцію, до якої увійшов рідкісний матеріал та ремікси пісень із Sick-O.

## Дискографія

### Студійні альбоми
- 1999: Sneakacydal
- 2001: Hi-Tek
- 2001: Keak da Sneak
- 2002: Retaliation
- 2002: The Farm Boyz
- 2003: Counting Other Peoples Money
- 2005: Town Business
- 2005: That's My Word
- 2005: On One
- 2006: Contact Sport
- 2006: Thizz Iz Allndadoe
- 2008: Deified
- 2009: Thizz Iz Allndadoe, Vol. 2
- 2010: Mobb Boss
- 2011: The Tonite Show with Keak da Sneak: Sneakacydal Returns
- 2011: Keak Hendrix
- 2012: CheddarCheeseISay[6]

### Компіляції
- 2006: The Appearances of Keak da Sneak
- 2006: King of tha Supa Dupa Hyphy
- 2007: Greatest Hits!
- 2008: All n da Doe
- 2008: The Best Of
- 2011: The Best of Thizz Iz All N da Doe
- 2014: Mr. Sicaluphacous
- 2014: The Hoods Gonna Bump It

### Спільні альбоми
- 2007: Da Bidness (разом з Messy Marv та P.S.D. tha Drivah)
- 2008: Welcome to Scokland (разом із San Quinn)
- 2008: Word Pimpin 2: We Don't Need You (разом з Baby S та Q-Z)
- 2010: Tha All-Inner Album (разом з Benner)
- 2011: Da Bidness 2 (разом з Messy Marv та P.S.D. tha Drivah)

### Мікстейпи
- 2005: Da Mixtape Volume 1
- 2005: Da Mixtape Volume 2
- 2005: Da Mixtape Volume 3: B-Sides & Bootlegs
- 2005: Da Mixtape Volume 4
- 2006: AllNDaDoe Volume 4, 5, 6… One of Them Muthafuckaz
- 2006: Block Music
- 2007: Chadada the Mixtape Vol. 1
- 2008: Lets Get Thizzical

### Перевидання
[A]
- 2006: Kunta Kinte

### У складі3X Krazy
- 1995: Sick-O
- 1997: Stackin' Chips
- 1999: Immortalized
- 2000: Real Talk 2000
- 2000: 20th Century
- 2002: Best of 3X Krazy, Vol. 2
- 2003: Flowamatic-9

### У складіDual Committee
- 2000: Dual Committee

### Гостьові появи
- 1996: «Ring It» (E-40 з участю Spice 1, Keak da Sneak та Harm)
- 1998: «Can I Kick It?» (Celly Cel з уч. Keak da Sneak та Young Mugzi)
- 1999: «Cross Me Up» (T.W.D.Y. з уч. Keak da Sneak)
- 1999: «Everybody» (The Delinquents з уч. The Whoridas, Rhythm & Green та Keak da Sneak)
- 1999: «Made Niggas» (Bink з уч. Keak da Sneak, Rufless, Slick та 808)
- 2000: «Hy Phy» (Mac Dre з уч. Keak da Sneak та PSD)
- 2000: «Raw Meat» (Brotha Lynch Hung з уч. Keak da Sneak)
- 2000: «No Win Situation» (T.W.D.Y. з уч. King T, Casual, G-Stack та Keak da Sneak)
- 2001: «Mac & Friends» (Mac Dre з уч. B.A., Keak da Sneak та PSD)
- 2001: «Jim Hats» (Yukmouth і Tha Gamblaz з уч. Keak Da Sneak та Numskull)
- 2002: «Streets or Rap Game» (PSD з уч. Keak da Sneak)
- 2002: «Hands in the Sky» (San Quinn з уч. Keak da Sneak)
- 2002: «Playin for Kidz» (Mac Dre з уч. Keak da Sneak)
- 2002: «Whomp Whomp» (E-40 з уч. Keak da Sneak та Harm)
- 2002: «Whatever It Takes» (Turf Hoggs з уч. Keak da Sneak)
- 2002: «N Thugz We Trust» (Yukmouth з уч. Brotha Lynch Hung та Keak da Sneak)
- 2003: «Reppin' the O'» (Steady Mobb'n з уч. Keak da Sneak)
- 2003: «Northern Califoolya» (E-40 з уч. San Quinn, Messy Marv, B-Legit, EA-Ski, Keak da Sneak та James «Stomp Down» Bailey)
- 2003: «Dang» (Sean T з уч. E-40 та Keak da Sneak)
- 2004: «Pop Off» (San Quinn з уч. Keak da Sneak та Juvenile)
- 2004: «I Feed My» (Mac Dre з уч. Keak da Sneak та B.A.)
- 2004: «It's On» (MessCalen з уч. Keak da Sneak)
- 2005: «Get High» (B-Legit з уч. Keak da Sneak та Harm)
- 2005: «We Don't Stop» (Sean-T з уч. Keak da Sneak)
- 2006: «Tell Me When to Go» (E-40 з уч. Keak da Sneak)
- 2006: «Muscle Cars» (E-40 з уч. Keak da Sneak та Turf Talk)
- 2006: «It's Getting Hot (Town Bizznezz Remix)» (The Team з уч. Keak da Sneak, The Delinquents, Richie Rich, Humpty Hump, Too Short та MC Hammer)
- 2006: «Dangerous» (Messy Marv з уч. Keak da Sneak)
- 2006: «In a Zone» (J. Stalin з уч. Keak da Sneak та Bavgate)
- 2006: «In a Scaper Makin' Paper» (MesCallen з уч. Keak da Sneak)
- 2006: «On Citas» (Traxamillion з уч. Keak da Sneak)
- 2006: «Just to Get Cha» (Celly Cel з уч. Keak Da Sneak)
- 2006: «3 Freaks» (DJ Shadow з уч. Keak da Sneak та Turf Talk)
- 2007: «Sideshow (Remix)» (Mistah F.A.B. з уч. Too Short та Keak da Sneak)
- 2007: «Race for Ya Pink Slips» (Mistah F.A.B. з уч. Keak da Sneak та Spice1)
- 2007: «Lookin' at It» (Cormega з уч. Keak da Sneak, The Jacka та Yukmouth)
- 2007: «All about da Money» (Daz Dillinger з уч. Keak da Sneak та Mistah F.A.B.)
- 2008: «Dip Drop Stop Dip» (Daz Dillinger з уч. Keak da Sneak)
- 2008: «Those» (Mac Dre з уч. PSD та Keak da Sneak)
- 2008: «Feelin' Myself» (Mac Dre з уч. Keak da Sneak та Johonny Ca$h)
- 2008: «Thizzle Dance» (Mac Dre з уч. Miami та Keak da Sneak)
- 2008: «Soil Raps» (Jake One з уч. Keak da Sneak)
- 2008: «Al Capone Zone» (The Alchemist з уч. Keak da Sneak та Prodigy
- 2009: «Da Town» (Yukmouth з уч. Chop Black, Jerold Lee та Keak da Sneak)
- 2010: «Power Up» (E-40 з уч. Keak da Sneak та San Quinn)
- 2010: «Ballervard» (The Jacka з уч. Keak da Sneak, Agerman та Extreme)
- 2012: «Ya Chick» (разом з Turf Talk і Doey Rock) (З компіляції Chicken Hill Project)[7][8]
- 2013: «Party Ova Here» (Celly Cel з уч. Keak da Sneak, Ya Boy та Jessica Rabbit)
- 2014: «Gas: Grow and Sale» (Yukmouth з уч. Keak da Sneak та Stevie Joe)
- 2014: «Ghetto» (D-Lo з уч. Sleepy D, Keak da Sneak та Magnolia Chop)
- 2014: «Meat (E-Moe Remix)» (Brotha Lynch Hung з уч. Keak da Sneak)
- 2015: «All Rights» (Aone з уч. Keak da Sneak)
- 2015: «Club» (TeeFlii з уч. Keak da Sneak)

### Відеокліпи
- 2006: «White T Shirt, Blue Jeans, & Nikes» (за участі E-40)
- 2008: «That Go» (за уч. Prodigy та The Alchemist)[9]
- 2009: «Hot N' Cool» (разом із San Quinn)
- 2010: «Rims on Everythang»
- 2012: «Show Off» (за уч. Complex)[10]